# Tiziana
Tiziana est un prénom italien féminin. Il est notamment porté par :
- Tiziana Beghin, femme politique italienne.
- Paola Tiziana Cruciani, actrice et dramaturge italienne.
- Tiziana Lodato, actrice italienne.
- Tiziana Pini, animatrice de télévision italienne.
- Tiziana Tosca Donati, chanteuse italienne.
- Tiziana Veglia, joueuse italienne de volley-ball.